# Seafarers International Union of North America
Die Seafarers International Union (SIU) ist die Dachorganisation von zwölf autonomen Gewerkschaften von Seeleuten, Fischern und Bootsleuten, die auf unter US-amerikanischer oder kanadischer Flagge fahrenden Schiffen arbeiten. Die Gewerkschaft hat über 35.000 Mitglieder und ist die größte Seegewerkschaft der Vereinigten Staaten. Hauptsitz ist Camp Springs, Maryland.

## Geschichte
Die SIU wurde am 14. Oktober 1938, in den turbulenten Zeiten der großen Depression und des weltweiten Erstarkens der Kommunistischen Bewegungen gegründet. SIU's Wurzeln gehen auf das Jahr 1892 zurück, als Delegierte von Gewerkschaften der Westküste, der Großen Seen und des Golf von Mexiko auf einer Seemanns-Konferenz in Chicago zusammentrafen. Die Konferenz gab vermutlich den Ausschlag für den Zusammenschluss der See-Gewerkschaften, die später als „International Seamen's Union (ISU)“ als Mitgliedsgewerkschaft der American Federation of Labor (AFL) gegründet wurde. 

Seit 1988 ist Michael Sacco der Präsident der Gewerkschaft.

## Mitgliedsgewerkschaften
Nach dem Bericht des amerikanischen Department of Labor aus dem Jahre 2005 sind folgende Gewerkschaften mit den angegebenen Mitgliedszahlen in der SIU vertreten:
| SIUNA Affiliated Unions                                                                                               |             |            |           |
| Mitgliedsgewerkschaft                                                                                                 | Einnahmen   | Mitglieder | Nachweis  |
| Seafarers International Union of North America Atlantic, Gulf, Lakes & Inland Waters District/National Maritime Union | $19,868,333 | 11,714     | [ 1 ]     |
| American Maritime Officers                                                                                            | $15,228,913 | 3,921      | [ 1 ]     |
| Fishermen's Union of America Pacific & Caribbean                                                                      | $10,525     | 45         | [ 1 ]     |
| Industrial, Professional, Technical Workers International Union                                                       | $416,930    | 1,064      | [ 1 ]     |
| Marine Firemen's Union                                                                                                | $3,675,662  | 802        | [ 1 ]     |
| Sailors' Union of the Pacific                                                                                         | $2,811,294  | 736        | [ 1 ]     |
| Seafarers Entertainment and Allied Trades Union                                                                       | $195,316    | 3,421      | [ 1 ]     |
| Seafarers International Union of Canada                                                                               | Unbekannt   | Unbekannt  | Unbekannt |
| Seafarers International Union of Puerto Rico, Caribbean and Latin America                                             | $252,361    | 637        | [ 1 ]     |
| Seafarers Maritime Union                                                                                              | $1,200,432  | 110        | [ 1 ]     |
| Sugar Workers Union No. 1                                                                                             | $280,209    | 332        | [ 1 ]     |
| United Industrial, Service, Transportation, Professional and Government Workers of North America                      | Unbekannt   | Unbekannt  | Unbekannt |